# Balgach
Balgach (toponimo tedesco) è un comune svizzero di 5 139 abitanti del Canton San Gallo, nel distretto di Rheintal.

## Geografia fisica

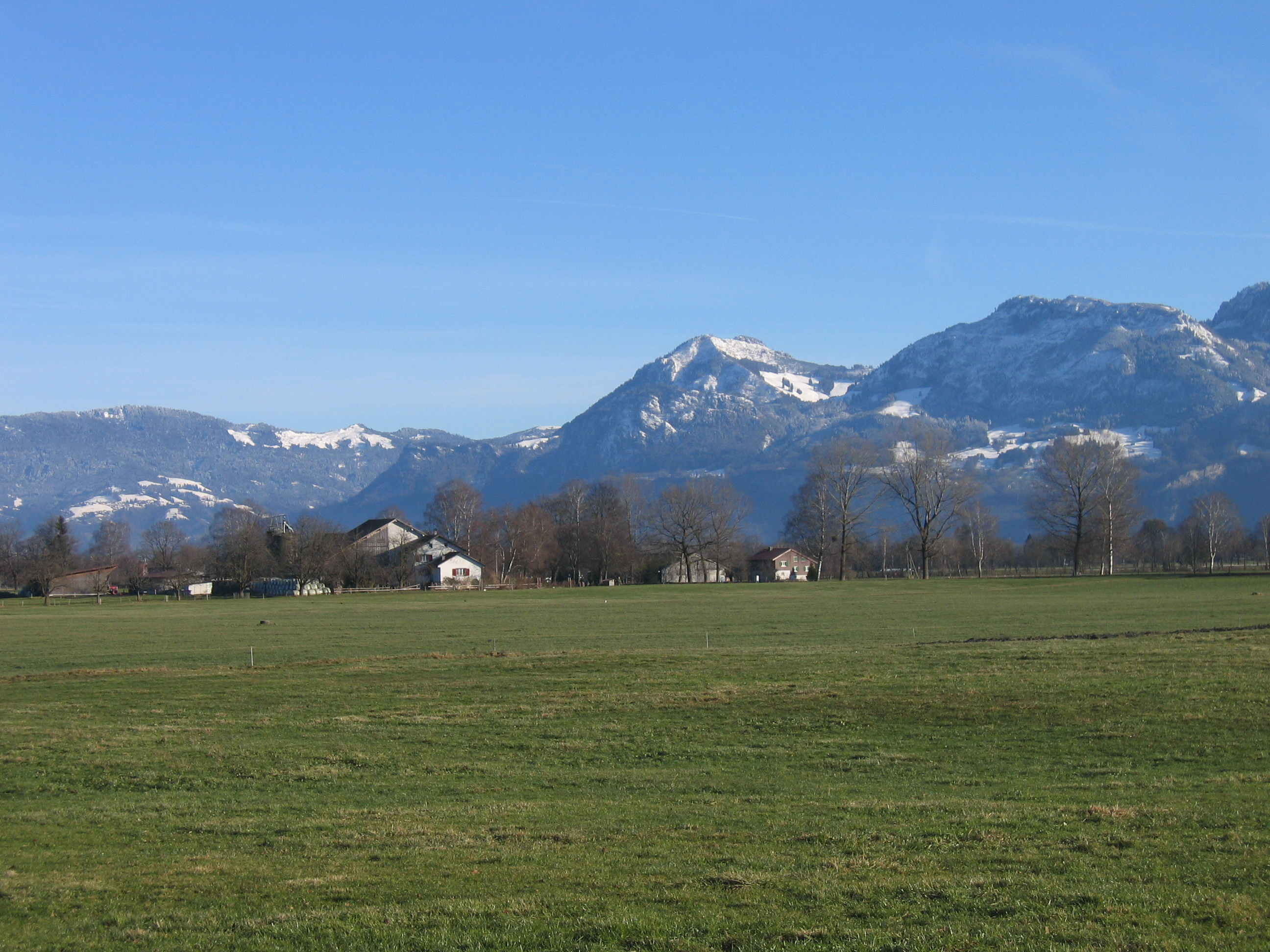
Le Prealpi di Appenzello e di San Gallo presso Balgach

Il territorio di Balgach si estende sul versante sinistro della valle del Reno, ai piedi delle Prealpi di Appenzello e di San Gallo.

## Storia
Il comune politico è stato istituito nel 1803.

## Monumenti e luoghi d'interesse
- Chiesa riformata, attestata dal 1419[3];
- Chiesa parrocchiale cattolica dei Magi, eretta nel 1826[3];
- Palazzo comunale, costruito nel 1566[3];
- Castello di Grünenstein, attestato dal 1270 e ricostruito dopo il 1781 conservando il mastio del XIII secolo[3].

## Società

### Evoluzione demografica
L'evoluzione demografica è riportata nella seguente tabella:
Abitanti censiti

## Economia

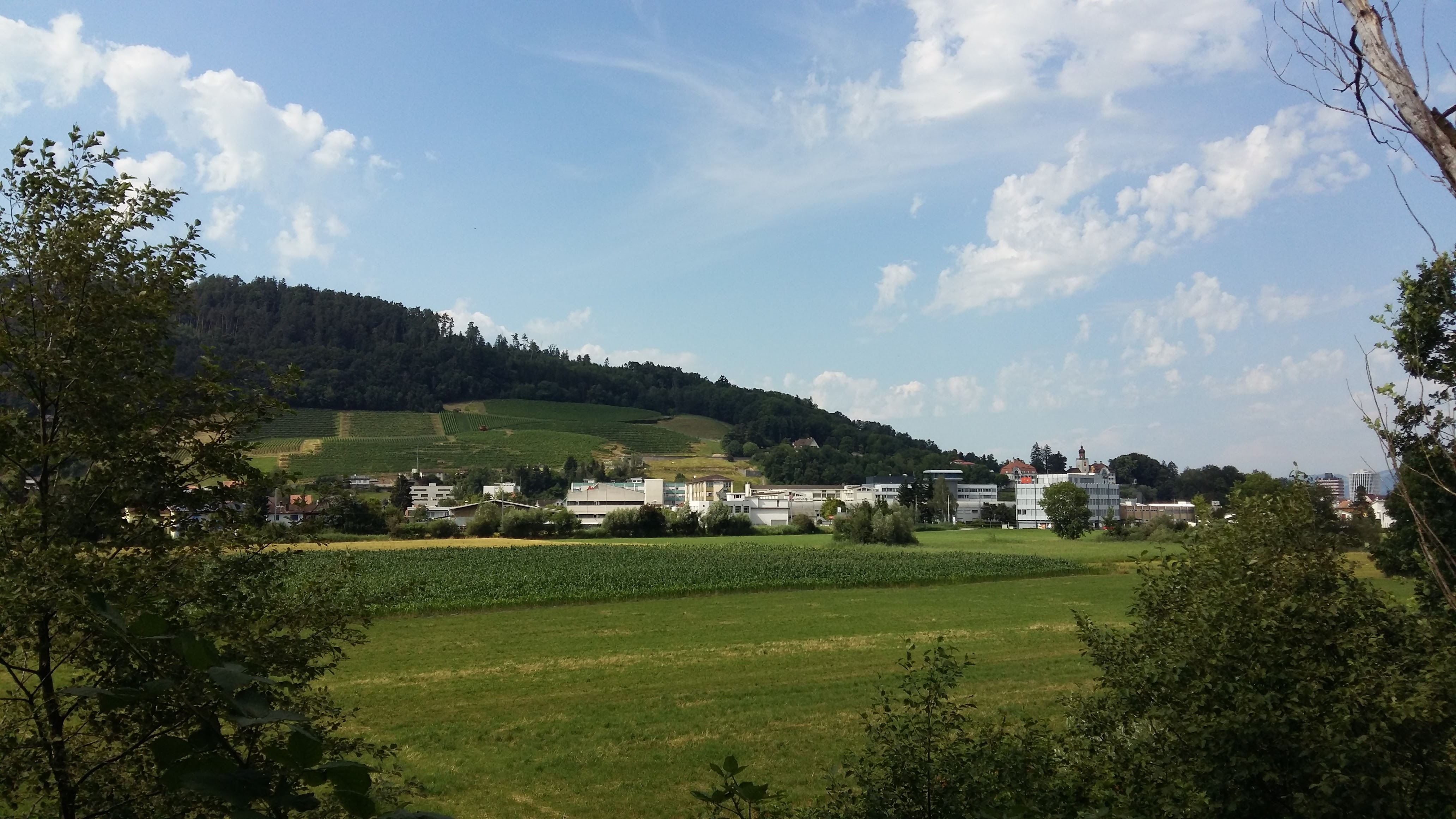
La Leica Geosystems

L'economia locale si basa prevalentemente sul settore secondario grazie agli insediamenti industriali della Frazione di Heerbrugg (che si estende anche nei comuni di Au, Berneck e Widnau), tra i quali la Leica Geosystems.

## Infrastrutture e trasporti
Balgach è attraversato dalla strada principale 13.